# Mustamakkara

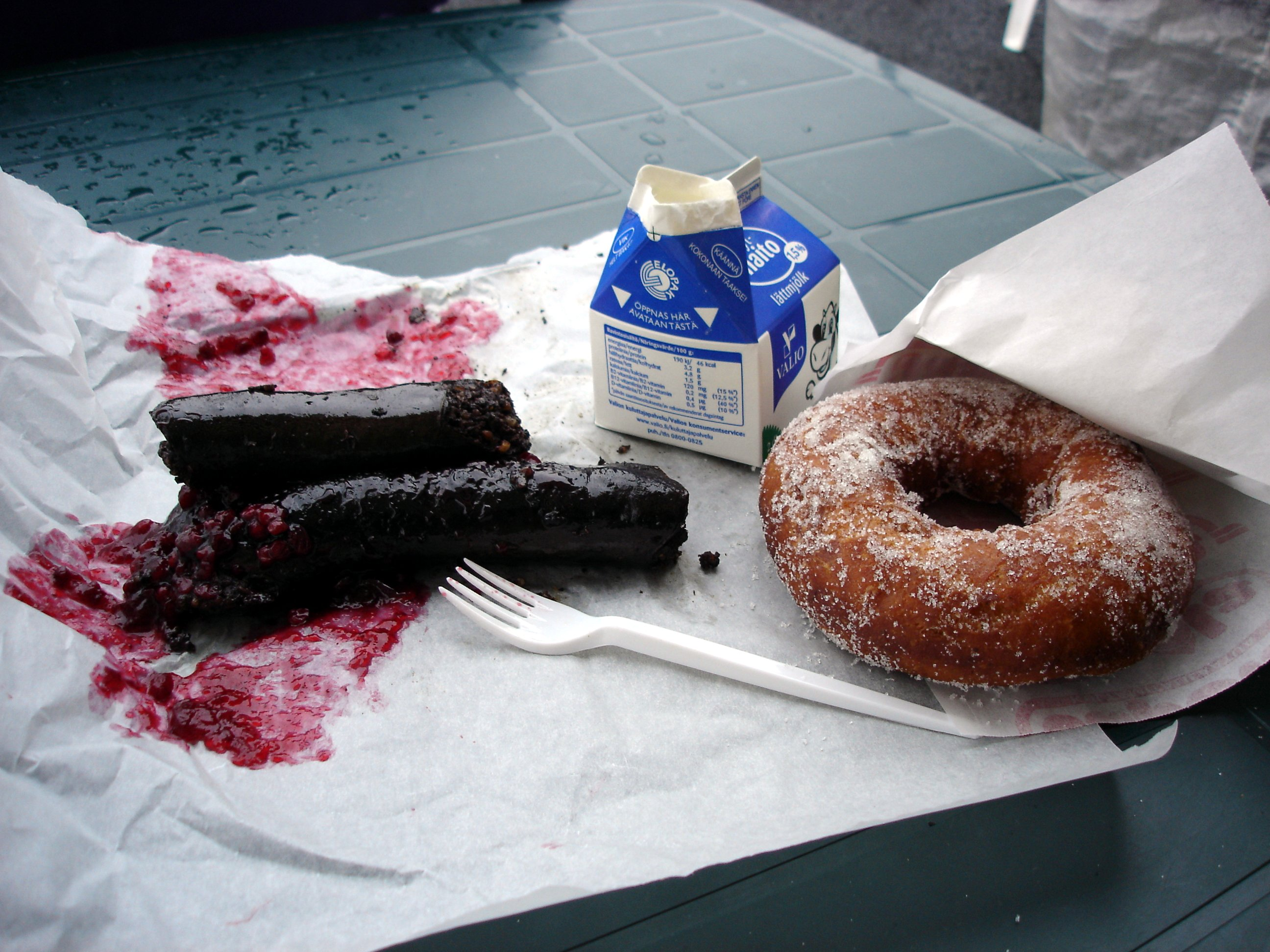
Mustamakkara mit Preiselbeerkonfitüre, Milch und Donut

Mustamakkara (schwarze Wurst) ist eine finnische Blutwurst. Es ist eine typische Spezialität in Tampere, wo sie frisch am Hafen oder Markt aus Imbisswagen verkauft wird. Traditionell wird sie heiß mit Preiselbeerkonfitüre und kalter Milch gegessen. 
Mustamakkara besteht unter anderem aus Schweinefleisch, Schweineblut, Roggengrütze, Roggenmehl und Zwiebeln, welche in einen Naturdarm abgefüllt werden. Die drei bekanntesten Hersteller sind Tapola, Savupojat und Teivon Liha.
Beim Kaufen von Mustamakkara wird in der Region Tampere ein alter Brauch gehegt: Statt Menge wird die vorhandene Geldsumme angegeben, nach der der Verkäufer ein Stück schneidet.    